# Lyons Groups of Galaxies
Lyons Groups of Galaxies (o LGG) es un catálogo astronómico completo de los grupos de galaxias cercanos a una magnitud aparente limitada a B0=14.0 con una velocidad de recesión más pequeña de 5.500 km/s. Se utilizaron dos métodos en la construcción del grupo: un método de percolación derivado de Huchra y Geller y un método jerárquico iniciado por R. Brent Tully.
El LGG incluye 485 grupos y 3933 galaxias.